# 1er régiment de choc (France)
 (mai 2015).
Si vous disposez d'ouvrages ou d'articles de référence ou si vous connaissez des sites web de qualité traitant du thème abordé ici, merci de compléter l'article en donnant les références utiles à sa vérifiabilité et en les liant à la section « Notes et références ».
Le 1er régiment de choc (1er CHOC), ex-centre national d'entraînement commando (CNEC), est un centre d'aguerrissement de l'armée de terre française situé à Mont-Louis et à Collioure. Il dépend du commandement de l'entrainement et des écoles du combat interarmes.

## Historique

### Débuts
Créé le 1er janvier 1964 à partir de la 11e demi-brigade parachutiste de choc et en particulier du 1er bataillon parachutiste de choc, le Centre national d'entraînement commando, dit aussi Cnec, est un centre unique et spécialiste de la formation commando en France. Après sa dissolution le 31 décembre 1963, le fanion du 1er bataillon de choc rejoint le drapeau du 1er régiment de choc.
Avec le retour en 1961 des troupes françaises d'Algérie, les méthodes d'instruction des troupes de choc sont reconnues pour leur efficacité en matière d'aguerrissement.
Dix centres sont créés en métropole et en Allemagne, le plus souvent dans une austère fortification. Le premier centre d'entraînement commando, créé en France, est le centre d'entraînement commando (CEC) de Givet, au fort de Charlemont, dans le département des Ardennes. Il fut conçu en 1961, mis en fonction en 1962, par et pour la 11e division légère d'intervention (11e DLI), division parachutiste créée en 1961 à partir des 10e et 25e divisions parachutistes (DP) d'Algérie. En conséquence, la réalisation du CEC de Givet fut confiée au 1er commando parachutiste et aux sapeurs parachutistes de la 61e compagnie du génie aéroporté (61e CGAP) de retour d'Algérie, compagnie issue du 17e bataillon du génie aéroporté (17e BGAP). La section de base de la 61e CGAP devint « CEC de la 11e DLI » le 28 octobre 1961.
Pour sa part, implanté à partir de 1964, le Cnec de Mont-Louis et de Collioure formait les cadres de l'Armée française et recevait également les forces spéciales et des stagiaires étrangers venant de Grande-Bretagne, d'Allemagne, de Belgique, d'Espagne, des États-Unis et du Maroc. Il accueillait occasionnellement des unités constituées. Le programme s'articulait autour des mêmes invariants : parcours d'audace individuels et collectifs, franchissements, mise en œuvre d'explosifs, combat au corps à corps, navigation, combat rapproché anti-char, etc. Durant l'hiver, les moniteurs et instructeurs, titulaires des brevets d'alpinistes et de skieurs militaires, encadraient les « stages froids » (à 1 600 m d'altitude, Mont-Louis est la plus haute garnison de France) : déplacements à ski, descente, montée (avec peaux de phoque), bivouacs en igloo…
Au terme des trois semaines de stage dans un CEC, l'ensemble de l'unité, cadres et militaires du rang, se voyait décerner un insigne « entraînement commando », flanqué du numéro associé au centre (no 1 pour le CNEC).
- Insigne doré « moniteur » pour les sous-officiers après cinq semaines de stage au Cnec ; un stage de huit semaines existait aussi pour les sous-officiers.
- Insigne doré « instructeur » pour les officiers après huit semaines de stage au Cnec ; le stage du groupement des officiers d'active (GOA) de l'École d'application d'infanterie de Montpellier qui avait lieu en juin ne durait que quatre semaines mais donnait la qualification « Instructeur » : ceux qui échouaient ou qui n'avaient pu participer au stage de quatre semaines étaient convoqués à nouveau, mais pour un stage de huit semaines.

Pour mémoire, un stage interne est organisé pour remettre à niveau les cadres du Cnec, moniteurs et instructeurs, venant des corps de troupe : ainsi, il ne donne en général pas lieu à attribution de brevet.
Le 1er juillet 2025, il prend l'appellation de 1er régiment de choc.

### Différents centres d'entrainement commando (CEC)
Pour les dix premiers CEC cités, leur n° d’ordre figure en tête de ligne (entre parenthèses est mentionné le nom du régiment qui fournit les effectifs du centre) :
1. Mont-Louis (unique centre national, 1er choc) ;
2. Givet, fort de Charlemont (9e RZ) ;
3. Quélern (11e RIMa) ;
4. Vieux-Brisach (131e RI) ;
5. Trèves (7e RI) ;
6. Margival, Wolfsschlucht II[a] (129e RI) ;
7. Kehl (110e RI) ;
8. Pont-Saint-Vincent, fort Pélissier (26e RI) ;
9. Les Rousses, fort des Rousses (23e RI) ;
10. Berlin (46e RI) ;
11. Bonifacio (30e RI) ;
12. Djibouti, centre d'entraînement au combat d'Arta-Djibouti du 5e régiment interarmes d'outre-mer (5e RIAOM) et Holl-Holl de l'Armée djiboutienne ;
13. Nouvelle-Calédonie, centre d'entraînement au combat nautique du régiment d'infanterie de marine du Pacifique - Nouvelle-Calédonie (RIMaP-NC) ;
14. Gabon, centre d'entraînement au combat en forêt gabonaise (Foga) du 6e bataillon d'infanterie de marine (6e BIMa).

## Aujourd'hui
Répondant à un besoin opérationnel des forces armées, le Cnec voit passer chaque année plus de deux mille stagiaires venus suivre une formation exigeante. En fonction de leurs régiments d'appartenance ou de leurs écoles, ces stagiaires reçoivent le brevet initiation ou initiateur (deux semaines pour l'École nationale des sous-officiers d'active), aguerrissement (qualification partielle à l'issue du stage des moniteurs), commando spécialisé (réservé à certains corps des forces spéciales dont le stage est une part obligatoire de leur formation), ou le brevet entraînement (1er niveau), le brevet moniteur des techniques commando (2e niveau, quatre semaines de stage) ou instructeur des techniques commando (3e niveau, quatre semaines de stage également). L'insigne formateur commando est réservé aux cadres affectés pendant deux ans à un emploi d'instructeur au Cnec. Outre les stages d’aguerrissement, sont dispensés également: des qualifications diverses (DAA: détachement d'accompagnement d'autorité, instructeur et moniteur C4, stage survie…)
Les deux sites complémentaires du Cnec lui permettent d'aborder différentes activités. À Mont-Louis, l'accent est mis sur le franchissement rocheux, la mise en œuvre d'explosifs, l'escalade ou encore les techniques d'interventions opérationnelles rapprochées. Le milieu nautique de Collioure est plus propice au « palmage », à la navigation ou encore au combat en zone urbaine, au fort Béar.
Le but de la formation est d'acquérir certaines techniques spécifiques et de placer le stagiaire en situation de stress (alerte permanente) et de fatigue physique (au moyen d'une succession d'activités diurnes et nocturnes intenses). Mis en conditions difficiles, il doit apprendre à gérer son appréhension et trouver la ressource suffisante pour réaliser la tâche qui lui est assignée.
La devise du Cnec : En Pointe Toujours est reprise du 1er bataillon de choc.

### Les parcours d'audace
Les murs de la citadelle militaire de Mont-Louis servent de supports aux différents parcours d'audace nécessaires à l'acquisition des savoir-faire mis en œuvre pendant les formations. Les couleurs de ces parcours déterminent les divers niveaux de difficulté, et chaque parcours propose des obstacles variés (taggle rope, ponts de fortune, passerelles, tyroliennes de toutes sortes, rampés…). Une erreur sur ces obstacles est immédiatement sanctionnée. Cependant, tous les parcours sont réalisés dans des conditions de sécurités optimales.
Les différents types de parcours d’audace sont les suivants :
- la piste bleue, qui est une piste d'initiation qui se trouve à l'intérieur de la citadelle ;
- les pistes jaune et violette, qui sont des pistes collectives ; par groupe de dix, équipés de leur sac à dos, de leur arme et de leur casque, les stagiaires doivent y franchir de multiples obstacles, sans rien perdre et aux ordres du chef de groupe qui définit pour chaque obstacle une stratégie de franchissement ; c'est une véritable école de commandement où le rôle de chacun est essentiel à la réussite du groupe ;
- la piste rouge, qui est une piste individuelle chronométrée, utilisée pour la formation des moniteurs ;
- la piste noire, fixée sur le mur extérieur de la citadelle, qui est la piste « phare » du Cnec ; très aérienne, elle est la plus connue et surtout la plus audacieuse ; elle clôt le stage d'instructeur.

## Traditions

### Insigne
Reprise de l’insigne du 1er bataillon de choc : rondache d’or à fond grenu, une carte de France tiercée en bande d’azur foncé, de blanc et de gueules, brochée d’un parachute à coupole et suspentes d’argent, sur brochée d’une épée basse du même posée en barre.
Pour l'insigne de manche, reprise de l'écusson du 11e bataillon parachutiste de choc (1946-1955) et de la 11e demi-brigade parachutiste de choc (1955-1963).

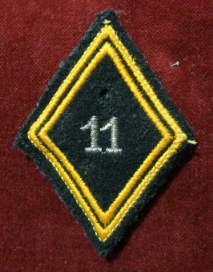
Insigne de manche.

### Drapeau
Le Cnec a la garde du drapeau du 1er régiment de choc dont les plis portent, cousues en lettres d'or, les inscriptions suivantes, :
- Corse 1943
- Île d'Elbe 1944
- Cap Nègre - Toulon 1944
- Haute Alsace 1944-1945
- Indochine 1947-1948 1951-1954
- AFN 1952-1962.

### Décorations
Sa cravate est décorée de la « croix de guerre 1939-1945 » avec trois palmes et de la « croix de guerre des théâtres d'opérations extérieurs » avec deux palmes.
Le drapeau est orné de la fourragère aux couleurs du ruban de la croix de guerre 1914-1918 avec une olive aux couleurs du ruban de la croix de guerre 1939-1945 et de la fourragère aux couleurs du ruban de la croix de guerre des TOE. Il est l'héritage du 1er bataillon parachutiste de choc.

### Chant
Le Cnec a conservé le chant du 1er bataillon de choc, Adieu du bataillon de choc, créé en Corse en octobre 1943 sur une musique de Mme Altieri :
1er couplet
La route vers l'inconnu est toujours bien venue,
Le but est devant nous, braquant les armes.
La défaillance exclue, plus rien ne compte plus,
Pour nous c'est le devoir, pour vous les larmes
Refrain
L'heure a sonné, adieu belle fille,
Nous repartons vers notre destin.
Loin du pays, loin de la famille,
Nous nous en allons par les chemins.
Le cœur léger avec un sourire,
Les yeux fixés sur l'horizon.
Les compagnies en marche s'entre-admirent,
Chantons en chœur à pleins poumons :
"En pointe toujours !", ce cri nous appelle,
Nous sommes ici taillés d'un bloc.
Tous en avant, adieu à la belle,
Adieu du bataillon de choc.

## Liste des chefs de corps
- 1964-1967 : lieutenant-colonel Boge
- 1967-1968 : lieutenant-colonel Cordet
- 1968-1971 : lieutenant-colonel Bellamy
- 1971-1974 : colonel Allard
- 1974-1977 : colonel Armand
- 1977-1980 : colonel Labbat
- 1980-1982 : colonel Collignan
- 1982-1984 : colonel Daviron
- 1984-1986 : colonel Bagot
- 1986-1988 : colonel Pietri
- 1988-1990 : colonel Hillenmeyer
- 1990-1991 : colonel Bertrand
- 1991-1993 : colonel du Réau de la Gaignonnière
- 1993-1995 : colonel Legras
- 1995-1997 : colonel Audoyer
- 1997-1999 : lieutenant-colonel Dominici
- 1999-2001 : lieutenant-colonel Padovani
- 2001-2003 : colonel Tourailles
- 2003-2005 : colonel Reche
- 2005-2007 : colonel Pic
- 2007-2009 : colonel Ziegler
- 2009-2011 : colonel Tachon
- 2011-2013 : colonel Daumas
- 2013-2015 : colonel Cervera
- 2015-2018 : colonel Rollet
- 2018-2020 : colonel Le Bihan
- 2020-2022 : colonel Pascal
- 2022-2024 : colonel Damien Lefebvre
- Depuis juillet 2024 : colonel Vivien Bureu

## Personnalités ayant servi au sein de l'unité
- Erwan Bergot
- Michel Poniatowski
- Jean-Pierre Michelin, fils de Marcel Michelin

### Sources et bibliographie
: document utilisé comme source pour la rédaction de cet article.
- Bulletin de l'Amicale des anciens AABC-CNEC-1er choc[b].
- Panneaux explicatifs autour de la citadelle de Mont-Louis.
- Nicolas Tachon (ancien chef de corps du Cnec), CNEC, Centre national d'entraînement commando : « En pointe toujours », Sceaux, L'Esprit du Livre Éditions, coll. « Stratégie & Défense », 2010, 182 p. (ISBN 978-2-915960-84-6).